# Bermuda Woman’s Suffrage Society
Bermuda Woman’s Suffrage Society (BWSS) var en kvinnoförening i Bermuda, grundad 1923. Syftet var att verka för införandet av rösträtt för kvinnor. Kampanjen fortsatte i 22 år innan rösträttsreformen slutligen infördes 1944. 

## Bakgrund och grundande
Frågan om kvinnlig rösträtt lyftes först på Bermuda när Anna Maria Outerbridge övertalade sin far att lägga fram frågan om rösträtt i parlamentet 1895 och 1896, ett förslag som godkändes i House of Assembly men nedröstades i Upper House. Den organiserade kampen för rösträtt på Bermuda inleddes med ett offentligt tal av Gladys Misick Morrell, som återvände till Bermuda 1918 efter att ha deltagit i rösträttskampanjen i Storbritannien. Bermuda var en brittisk koloni och rösträtt för kvinnor infördes i Storbritannien 1918, men denna reform infördes inte automatiskt i de brittiska kolonierna, som ofta hade separata rättssystem. 
Gladys Misick Morrell övertalade parlamentsledamoten Stanley Spurling att lämna in ett förslag för reformen, men denna hade ingen framgång. I mars 1923 bjöd Morrell in den brittiska suffragetten Mabel Ramsey att hålla ett offentligt föredrag i Mechanics Hall i Hamilton. Mötet avslutades med beslutet att bilda en rösträttsförening för att påbörja en kampanj på Bermuda på allvar. 
Bermuda Woman’s Suffrage Society bildades 1923 med Rose Gosling som ordförande och Gladys Misick Morrell som sekreterare, och öppnade med sitt första möte i april samma år. Bland dess övriga medlemmar fanns Henrietta Tucker och Mrs. J.P. Hand, som tillsammans med Morrell år 1925 bildade  Bermuda Welfare Society.

## Verksamhet
1925 höll Emmeline Pankhurst ett föredrag på Bermuda, och offentliga möten med debatter hölls inför att ännu ett förslag om reformen lämnades fram av Stanley Spurling i parlamentet. Ytterligare förslag lämnades fram av Spurling på ombud av föreningen 1928 och 1929. Samtliga förslag stupade på ett kompakt motstånd i det konservativa parlamentet. 1928 försökte Gladys Misick Morrell registrera sig för att rösta i Sandys Parish Vestry med hänvisning till att Parish Vestries Act var könsneutralt skriven. Supreme Court. Attorney General Col. Thomas Dill svarade dock med att ändra i lagen för att specificera väljaren som en man. 
År 1930 lämnade Bermuda Woman’s Suffrage Society fram en petition till den brittiska regeringen och bad om att en kommission skulle tillsättas, och påpekade att av en befolkning på 30,884 kunde endast 1,377 män rösta. 1931 mötte Morrell också Sidney Webb, Lord Passfield, Secretary of State for the Colonies, i London. Den brittiska regeringen uppmanade Bermuda att överväga frågan. Flera aktivister, som Henrietta Tucker and May Hutchings, vägrade betala skatt med hänvisning till att de betalade skatt utan representation. 
18 december 1931 hölls en offentlig demonstration utanför Mangrove Bay polisstation i Somerset där suffragetterna förespråkade avskaffandet av den egendomsbaserade rösträtten genom att iscensätta en pjäs om en auktion, en demonstration som uppmärksammades även utanför Bermuda. Dessa demonstrationer hölls sedan regelbundet under hela 1930-talet. Flera utländska celebriteter, som Hervey Allen, Dudley Field Malone och Nancy Astor, talade vid mötena. 1942 anklagades gruppen för att endast bestå av vita överklasskvinnor, och den värvade då medlemmar även bland den färgade befolkningen, och Alice Scott blev medlem i BWSS management committee.

## Seger
21 april 1944 passerade reformen slutligen genom Bermudas parlament efter en tre timmar lång debatt, och blev lag 15 maj samma år. Den konservativa Sir Henry Tucker gav slutligen sitt stöd med argumentet att kvinnor bidrog starkt till krigsarbetet, samtidigt som han behövde utöka sitt väljarantal genom sitt impopulära förslag in inkomstskatt; även Eustace Cann ändrade den dittills förhärskande åsikten inom det färgade partiet, som tidigare uppfattat att kvinnlig rösträtt skulle förhindra rösträtt för färgade män. 
Gladys Misick Morrell blev den första valda kvinna (i ett landstingsparlament) 1946, och Hilda Aitken och Edna Watson de första i parlamentet 1948.